# With the Marines at Tarawa
With the Marines at Tarawa é um filme-documentário em curta-metragem estadunidense de 1944 dirigido e escrito por Louis Hayward. Venceu o Oscar de melhor documentário de curta-metragem na edição de 1945. Ele usa filmagens autênticas tiradas durante a Batalha de Tarawa para contar a história dos militares americanos desde o momento da preparação até a tomada final da ilha e o hasteamento da bandeira dos Estados Unidos. A maior parte do filme é colorida e não usa atores, já que as filmagens foram feitas durante a batalha, o que o torna um valioso documento histórico.